# Жуков Іван Діомидович
Жу́ков Іва́н Діоми́дович (нар. 17 грудня 1860 —16 серпня 1944) — професор, хімік-технолог. Директор Київського політехнічного інституту Імператора Олександра ІІ у 1911–1917 роках.

## Біографія
Народився в 1860 році. Закінчив Харківський університет, фізико-математичний факультет. Працював у лабораторії професора Фрезеніус у Вісбадені.
У 1885 року лаборант лабораторії технічної хімії в Харківському університеті. З 1885 року працював завідувачем лабораторії кількісного аналізу Харківського технологічного інституту. У 1895 році був у відрядженні за кордоном де вивчав організацію лабораторій, що займаються приготуванням дріжджів чистої культури і способів застосування дріжджів чистої культури в різних виробництвах, заснованих на бродінні. Працював у лабораторіях Копенгагена, Берліна, Гейзенгейме, Мюнхена та Сан-Міхеля. 
З 1896 року читав курс «Мікроорганізми бродіння і застосування їх в техніці» і завідував цімотехнічною лабораторією Харківського політехнічного інституту. У 1899 працював у лабораторії цукрозаводчиків в Берліні і на цукровому заводі в Дормагені. Після повернення в 1901 році і захисту дисертації удостоєний ступеня ад'юнкта Київського політехнічного інституту і призначений там же екстраординарним професором по кафедрі технології, а з 1903 ординарним. З 1911 по 1917 рік був директором Київського політехнічного інституту Імператора Олександра ІІ.
Від початку 1920-х років — у Чехословаччині.

## Наукові праці
- Gahrund Koncurenzversuche mit verschiedenen Hefen (Wochenschrift f. Brauerei, 1896);
- Цимотехнические заметки (Зап. Южно-русск. Общ. технол., 1897);
- Das Versenden der Beinzuchthefen (Zeitschr. f Spiritusindustrie, 1899);
- Ueber den Einfluss der Temperatur auf die Loslichkeit des Zuckers in Losungen von Nichtzucker (Zeitschr. d. Vereins d. Deutschen Zuckerindustrie, т. 50);
- Материалы к вопросу о патокообразовании. Влияние качества, концентрации несахара и температуры на растворимость сахара в растворах несахара (Київ, 1901).;
- Заводское приготовление масляно-кальциевой соли (Труды первого Менделеевского съезда) та інші.